# District de Suyu
Le district de Suyu (宿豫区 ; pinyin : Sùyù Qū) est une subdivision administrative de la province du Jiangsu en Chine. Il est placé sous la juridiction de la ville-préfecture de Suqian.